# Proutiana perconspersa
Proutiana perconspersa är en fjärilsart som beskrevs av Louis Beethoven Prout 1915. Proutiana perconspersa ingår i släktet Proutiana och familjen mätare. Inga underarter finns listade i Catalogue of Life.